# Villechenève
Villechenève är en kommun i departementet Rhône i regionen Auvergne-Rhône-Alpes i östra Frankrike. Kommunen ligger i kantonen Saint-Laurent-de-Chamousset som tillhör arrondissementet Lyon. År 2022 hade Villechenève 908 invånare.

## Befolkningsutveckling
Antalet invånare i kommunen Villechenève
| Referens: INSEE |